# 老岭石碑
老岭石碑，位于中国吉林省临江市花山乡老三队，为一个省级文物保护单位，类型为石刻，公布时间为1999年2月26日。该文物保护单位由临江市文管所管理。
老岭石碑的历史年代为1908年。